# Karel III. Španski
Karel III. (20. januar 1716, Madrid † 14. december 1788, Madrid) katerega so klicali ''najboljši župan Madrida'' je bil kralj Španije ter španskega imperija (1759–1788), po tem ko je kraljeval Neaplju kot Karel VII. (1731–1735) in Siciliji kot Karel V. (1734–1759).
Bil je četrti sin Filipa V. Španskega in najstarejši sin Filipove druge žene, Elisabeth Farnese. Na španski prestol je prišel po smrti svojih polbratov Luisa I. in Fernanda VI., ki nista imela potomcev.
Karel si je prizadeval ponovno vzpostaviti španski vpliv v Italiji. Sprva je leta 1731 po materi podedoval vojvodini Parmo in Piacenzo in kasneje, ko je Filip V. osvojil Kraljevino Dveh Sicilij v Poljski nasledstveni vojni (1733–1738), je podedoval in kraljeval tem ozemljem z imenom Karel VII. Leta 1738 se je poročil z Marijo Amalijo Saško, hčerko Avgusta III. Poljskega, ki je bil saški volilni knez, veliki knez Litve ter kralj Poljske.

## Mladost
Njegova skrbnica je bila María Antonia de Salcedo. Kasneje je zanj skrbela skupina moških, ki je prav tako skrbela za Francisca Marío Spínola, vojvodo San Pedra. 15. januarja leta 1724 je njegov brat Luis postal kralj po tem ko je Filip V odstopil s presola, toda Luis je avgusta istega leta preminil in Filip V je ponovno prevzel tron. Leta 1729 se je skupaj z očetom preselil v Seviljo. Evropski narodi so z Utrechtskim mirom (april 1713 – september 1714) in Hannoverskim sporazumom (september 1725), ki je bil odgovor na Viennsko pogodbo podpisano aprila 1725, določili svoj položaj v Evropi. Španija je po nasledstveni vojni izgubila mnogo ozemlja, toda Filip V. je že koval načrte kako bo povrnil svoja ozemlja v Italiji.
S podpisom Seviljskega sporazuma z Anglijo in Francijo je monarh zagotovil nasledstvo svojega sina v Vojvodini Parma. Toda po smrti vojvode Parme je vladar Svetega rimskega cesarstva Karel VI. udrl na to ozemlje ter ga osvojil. Ker Filip V. ni dobil podpore je sam razglasil vojno. Leta 1731 se je Sveto rimsko cesarstvo pridružilo Seviljskemu sporazumu in Karel III. je pri petnajstih letih zapustil Španijo ter odšel v Italijo da bi zasedel svoj položaj.
Prvega februarja leta 1733 je umrl Avgust II., poljski kralj, čigar monarhija ni bila nasledstvena temveč izvoljena v poljskem parlamentu. Filip V. je iz Sevilje poslal kurirja v  Varšavo, da bi se pogodil o kandidaturi dediča Filipa ter dediča Karla. Kljub temu, njuni kandidati niso imeli dovolj možnosti v primerjavi z drugimi, ki so imeli podporo Avstrije ter Francije. Filip V. je v Madridu podpisal sporazum El Escorial, Prvi pakt družine, s katerim je Španija opustila svoje prizadevanje za Poljsko ter postala zaveznica Francije v bitki proti Svetem rimskem imperiju. V zameno bi jim Francija pomagala v kampanji zoper Neaplja in Sicilije, pod avstrijskim nadzorom, ter ponovno osvojiti Gibraltar. Vojna v Italiji je bila dobljena, 10. maja leta 1734 je dedič Karel ukazal postaviti za kralja svojega očeta, toda Filip V. je prestol Neaplja in Sicilije prepustil svojemu sinu.

## Kralj Neaplja in Sicilije
V času svojega kraljevanja v Neaplju in Siciliji je Karel (Carlo VII. po italijansko ali Karel Burbonski, kot ga imenujejo tam) poskušal reformirati in modernizirati kraljestvo, ga poenotiti in si pridobiti zvestobo prebivalstva skupaj s svojo ženo Marijo Amalijo Saško.
Karel je zakon z Marijo Amalijo Saško sklenil leta 1738, ko je imela 14 let. Bila je poljska princesa iz premožne in plodne družine. Njun zakon je bil sklenjen zaradi političnih razlogov toda kljub temu sta bila složen par. Poročila sta se v dvorcu Dresden na Saškem, 9. maja 1738 in poroko so praznovali v Neaplju 9. junija istega leta.
Želel je preurediti Neapelj, da bi mesto bilo tako kot se spodobi za dvor. Poudarek je dal na izboljšanje javnih stavb, kot npr. sirotišnica, in poskušal je prilagoditi nadomestno palačo v skladu z modo, ki je vladala od izgradnje Versaillesa. Zgradil je tudi dragocene palače v drugih delih kraljestva kot npr. Kraljevski dvorec v Caserti, eden največjih kraljevih dvorcev na svetu. Med drugim je zgradil tudi gledališče Teatro de San Carlos.
Leta vladanja Kraljevini Dveh Sicilij so mu predstavljala dragoceno izkušnjo, ki mu je pripomogla na mestu kralja Španije. Baroni in Cerkev so si prilastili več kot 50% zemlje, poleg tega pa so baroni imeli jurisdikcijo nad le-temi, zaradi česar so preprečevali svojim vazalom sodelovanje na tribunalih. Kralj je omejil njihov politični vpliv, s čimer je poudaril nadvlado krone, toda njihov ekonomski vpliv je ostal nedotaknjen. Kralj je 3. julija 1738 ustanovil Kraljevi red San Jenara (vojaški red).
Leta 1740 je eden kraljevih svetovalcev vojvoda Salas, dovolil Judom vrniti se v kraljestvo iz katerega jih je izgnal leta 1609 Karel V., zato da bi spodbudili ekonomsko aktivnost. Ljudstvo ter Cerkev sta bila proti, zato je bil Salas odstavljen, dovoljenje vstopa Judom pa razveljavljeno. Kmalu po tem je nadškof Spinelli poskušal uveljaviti Inkvizicijo, toda ljudstvo se je uprlo tudi temu ukrepu. 
V tem času je monarh našel nekaj mož, ki so imeli največji vpliv v njegovem življenju, kot npr. Bernardo Tanucci, pravnik katerega je kralj naprej imenoval ministra za pravosodje, kasneje pa ministra za zunanje zadeve. Tanucci je ostal član kraljevega sveta tudi po tem ko je Karel III. podedoval prestol Španije.
Izstopa dejstvo da je bil on tisti, ki je ukazal naj se začne sistematično izkopavanje mest, ki jih je pokopala erupcija Vezuva leta 79: Pompeji, Herkulanej, Oplontis in las Villas Stabianas. Ne samo to, leta 1752 po začetku gradnje ceste v smeri proti jugu (predhodnica današnje Statale 18), so bili najdeni ostanki mesta Pestum, ki so bili leta pokriti s plevelom (del amfiteatra je ležal tik pod prej omenjeno cesto). To je bilo posebej pomembno odkritje, kajti tam so se nahajali trije grški templji, ki so bili precej dobro ohranjeni. Za njihovo preučevanje sta se zavzela Felice Gazzola (izobražen aristokrat ter vojak, kateremu je Karel zaupal že od časov, ko je bil vojvoda Parme) in Francesco Sabatini.
Ker Karlov polbrat Fernando VI., kralj Španije, ni imel naslednikov, je po njegovi smrti prestol prevzel Karel in sicer leta 1759, ter z veliko žalostjo tako kraljev kot ljudstva zapustil Kraljestvo Dveh Sicilij svojemu tretjemu sinu Fernandu.

## Kralj Španije
Po smrti Luisa I. ter Fernanda VI., ki nista imela naslednikov je španski prestol pripadel Karlu III., tretjemu sinu Filipa V., oz. prvemu v njegovem zakonu z Isabel de Farnesio. Karel je že imel veliko izkušenj kot kralj Neaplja. V Madrid se je vrnil 9. decembra 1759. Fray Sebastián de Jesús mu je že kot otroku napovedal da bo kralj. Po menihovi smrti je Karel III. sprožil proces beatifikacije maja 1771 v pismu naslovljenemu nadškofu Seville Franciscu de Solís.

### Zunanja politika

#### Sedemletna vojna (1756-1763)
Prva zadeva s katero se je kralj soočil je bila Sedemletna vojna. Španski monarh je bil primoran vstopiti v vojno po britanski okupaciji Hondurasa ter izgubi francoske kolonije Quebec, kar je zahtevalo špansko intervencijo v konfliktu z namenom zaustavitve britanske širitve v Ameriki.
Leta 1761 je bil podpisan Tretji pakt družine in Španija je s tem vstopila v vojni konflikt. Kralj se je zmotil pri oceni kraljeve pomoči, ki jo lahko ponudi Franciji ter pri oceni stanja svojih čet. Britansko ladjevje, ki je obsegalo 53 ladij ter vojsko 14.000 mož, je uspelo osvojiti Havano, zaradi neusposobljene nasprotnikove vojske, manjšega števila mož ter nesposobnosti guvernerja Juana de Prade. Kmalu potem je še eno ladjevje iz Indije bombardiralo ter osvojilo Manilo. Angležem ni uspelo osvojiti Filipinov zaradi gverilske organizacije Simona de Ande. Vojna se je končala s Pariško mirovno pogodbo leta 1763. Španija je Veliki Britaniji prepustila Florido ter teritorije v Mehiškem zalivu v zameno za Havano in Manilo. Francoska Louisiana je pripadla Španiji, ki jo je bila bolj pripravljena braniti. Portugalska, angleška zaveznica, je povrnila kolonijo Sacramento.

#### Vojna za neodvisnost od Združenih držav (1776-1783)
Španija je nadaljevala alianso s Francijo. Vstajenje trinajstih kolonij v boju proti Jorgeju III. je pomagalo obema državama v maščevanju. Tako se je trinajstim kolonijam v vojni za neodvisnost pridružila Španija s Francijo proti Veliki Britaniji.
Od Deklaracije o neodvinosti ZDA (4. julij 1776) dalje so osamosvojene države prejemale špansko pomoč, toda ta zveza se je leta 1779 prekinila. Španci so oblegali Gibraltar brez uspeha, ampak so uspeli zavzeti Menorko. Bernardo de Gálvez, guverner Louisiane, je okupiral Florido. Anglija, osamljena in brez moči, je bila primorana podpisati sporazum.
Pariški sporazum (1783) je pomenil konec vojne za neodvisnost. Španija je dobila Menorko, Florido in obalo Hondurasa, toda Gibraltarja jim Britanci niso odstopili. Španija je tako pripomogla v bitki za neodvisnost; dejstvo ki pa je kasneje omogočilo emancipacijo španskih kolonij v 19. stoletju.

#### Rusija in Prusija
Dve novi moči, Rusija in Prusija, sta vstopili na evropsko politično mapo 18. stoletja zahvala dvema razsvetljenima despotoma: Katalini II. in Federicu II. Oba monarha sta pokazala interes in občudovanje do Španije, toda ruska širitev je presegla Pacifik, kar je bilo zaskrbljujoče saj so se ljudje bali angleško-ruske alianse v Sredozemlju. Strah na koncu ni bil upravičen, saj do te alianse nikdar ni prišlo, ker se je Rusija uprla britanskemu morskemu nadzoru v času vojne.

#### Sredozemlje
Karel je še za voljo kraljevanja v Neaplju in Siciliji podpisal pogodbo o trgovanju skupaj z Osmanskim cesarstvom. Čutil je da je ta imperij bil zavora za angleške, avstrijske ter ruske interese. Izključil je možnost alianse saj je čutil, da ta odločitev ne bi bila dobro sprejeta v državi, toda vseeno je posredoval v Oranu, ki je bil odvisen od Osmanskega cesarstva. To je storil iz dveh razlogov: želel je osvoboditi morje od berberskih piratov in si zagotoviti ekonomsko koncesijo. Leta 1775 je poslal vojaško ekspedicijo v Alžir po prošnji generala O'Reillyja, kar pa se je končalo katastrofalno. Po dveh novih napadih, leta 1783 in 1784, je bila podpisana Špansko-alžirska pogodba leta 1786.

#### Pacifik
V različnih območjih Pacifika sta Podkraljestvo Peru in Podkraljestvo Nova Španija pridobila dovoljenje Karla III. za širitev španskega imperija v velikem oceanu. Sledilo je več poskusov priključitve obale Oregona in Aljaske k Podkraljestvu Nove Španije. Na ekspedicije so med drugimi odšli Bruno de Haceta, Bodega y Quadra, López de Haroy itd. Hkrati je na jugu Pacifika (takrat imenovan Južno morje) Manuel de Amat y Junyent iz Podkraljestva Peruja ukazal dve ekspediciji: v prvi je Felipe Gonzáles de Haedo odkril Velikonočni otok, ter ga v imenu Karla III. osvojil. V drugi ekspediciji je kapitan Domingo de Bonechea prišel do otočja Tuamotu ter do Družbenih otokov, kjer je uveljavil špansko suverenost. Vodje glavnih vasi Tahitija so sprejeli suverenost Španije. Proces okupacije Polinezije pa je bil opuščen zaradi pomanjkanja podpore v Madridu in zaradi religioznih problemov kraljestva; leta 1775 so Španci povsem zapustili Polinezijo.

### Notranja politika: razsvetljeni despotizem
V notranji politiki je kralj poskušal modernizirati družbo s pomočjo razsvetljenskih načel.
V skladu z razsvetljensko linijo njegovega časa je Karel III. uresničil pomembne spremembe, brez da bi prekinil osnoven socialni, politični ter ekonomski red. Pri tem mu je pomagala ekipa ministrov in razsvetljeni sodelavci, med drugimi markiz Esquilache, Aranda, Campomanes, Floridablanca, Wall in Grimaldi.

#### Reforme Esquilacheja
Monarh je markiza Esquilacheja imenoval za državnega sekretarja. Ta je kroni priključil dvorce, nadzoroval je cerkvene sektorje in reorganiziral španske oborožene sile. Za svoje reforme in posege v sedemletno vojno je potreboval več dohodkov, ki jih je pridobil s povečanjem davčne obremenitve in novimi formulami, kot npr. ustvaritev nacionalne loterije. Hkrati je osvobodil trgovanje z žitom, kar pa je pomenilo zvišanje cen osnovnih proizvodov, zaradi kopičenja proizvodov pa tudi slabih žetev zadnjih let. Campomanes je podprl to odločitev, ampak ljudstvo je krivilo le markiza.
Leta 1766 se je zgodil upor proti Esquilacheju. Njegov sprožilec je bil ukaz zamenjati dolg plašč in širok klobuk za kratek plašč in trikotni klobuk. Napetost je narasla tudi zaradi plakatov, ki so krožili po prestolnici in se prikazovali na javnih mestih. Besedišče in pravopis na plakatih sta nakazovala na to da so jih napisali izobraženi možje. Manipulacija, ki sta jo izvedla plemeniti in cerkveni sektor, je bila direkten napad na reformistično politiko kraljevih ministrov.
V Madridu se je ključna točka upora proizvedla, ko se je množica ljudi zbrala pred kraljevo palačo in trčila z valonsko gardo, ki pa je leta 1764 napadla množico med poroko kraljeve hčere Marije Luise z bodočim vladarjem Avstrije. Prišlo je do spopada in bile so žrtve na obeh straneh, brez da je španska garda posredovala. Karel III. je zaprosil za mnenje svoje svetovalce in čeprav je dobil nasprotujoča si mnenja, je na koncu sledil nasvetu grofa Reville Gigedo, ki je izjavil, da bo prej odstopil s svojega položaja kot pa naročil naj streljajo na množico.
Iz Madrida se je upor razširil do mest Cuenca, Zaragoza, La Coruña, Oviedo, Santander, Bilbao, Barcelona, Cádiz in Cartagena med drugimi. Toda medtem, ko so v Madridu pritožbe letele na vodstvo naroda, so se v provincah pritoževali nad lokalnimi avtoritetami, kar je razkrilo prikrit problem korupcije in nesposobnosti vodenja.
Uporniki so zahtevali zmanjšanje cen živil, odpravo odbora za preskrbo s hrano, prekinitev ukaza glede pravil oblačenja, odpustitev tujih ministrov Karla III. in njihovo špansko zamenjavo ter splošno opravičilo. Kralj je odpustil Esquilacheja ter ga zamenjal z grofom Aranda. Vzeli so ukrepe za čimprejšnji uvoz žitaric iz Sicilije, reformirane so bile svetovalne vlade – k obstoječim poslancem so dodali izvoljene poslance.

#### Verska politika
Z izginotjem tujih ministrov se je kralj oprl na španske reformiste kor so Pedro Rodríguez de Campomanes, grof Aranda ali grof Floridablanca. Campomanes je bil imenovan za okrožnega tožilca kastiljskega sveta. Poskušal je dokazati, da so resnični krivci za upor proti Esquilacheju bili jezuiti. Osnovan je bil odbor za raziskavo in njegove temeljne obtožbe so bile sledeče:
- Njihovo veliko bogastvo
- Vpliv na imenovanja položajev in na cerkveno politiko
- Podpora papeža
- Zvestost markizu Ensenada
- Sodelovanje pri zadevah Paragvaja
- Posegovanje v prej omenjeni upor.

Sektorji plemstva in različnih verskih redov so nasprotovali tem obtožbam. Zaradi vsega tega je po kraljevi odredbi 27. februarja 1767 bila Družba Jezusova (jezuiti) izgnana iz Španije in vse njene posesti so bile zasežene.

#### Reforme
Izgon Jezuitov so želeli izkoristiti, da bi vpeljali reformo izobraževanja, ki naj temeljilo na znanstvenih disciplinah in raziskovanju. Campomanes je univerze je postavil pod kraljevo pokroviteljstvo in v Madridu ustvaril Študije San Isidra (1770) – moderni center srednješolskega poučevanja, ki naj bi služil kot model. Prav tako je ustanovil Šolo za umetnost in obrt, ki je trajala do dvajsetega stoletja, po tem pa se je preimenovala v Šole za poklicno usposabljanje. Jezuitske posesti so služile kot prostor novih univerzitetnih rezidenc in centrov za izobraževanje. Njihovo bogastvo so porabili za pomoči potrebne sektorje, saj so z njim zgradili bolnišnice in sirotišnice.
Promoviral je nov načrt univerzitetnih študijev, kateremu pa je trdno ugovarjala Univerza v Salamanci, ki je oblikovala lasten načrt, ki je bil leta kasneje tudi vpeljan.
V času kraljevanja Karla III. je Ekonomska družba prijateljev države (las Sociedades Económicas de Amigos del País), katero je osnoval José de Gálvez, vpeljala reforme na področju agrikulture. Campomanes se je pod vplivom fiziokratizma prav tako osredotočil na problem agrikulture. V svoji sporazumu o amortizacijskem dodatku je poudaril pomembnost le-te za državno in socialno blaginjo ter pomembnost bolj enakovredne distribucije zemlje.
Leta 1787 je Campomanes predstavil svoj načrt repopulacije na nenaseljenih območjih Sierre Morena in srednje doline Guadalquivira; tako je ustvaril novo prebivalstvo Andaluzije in Sierre Morena. Zato so bili pod nadzorom Pabla de Olavide pripeljani novi imigranti iz centralne Evrope. Šlo se je predvsem za Nemce in flamske katolike, ki bi pospeševali agrikulturo in industrijo na neposeljenem območju, kateremu je pretilo banditizem. Projekt je financirala država. Tako so bila ustvarjena nova naselja kot npr. La Carolina, La Carlota ali La Luisiana, v aktualnih provincah: Jaén, Kordova in Sevilja.
S kraljevimi odloki iz leta 1768, ki naj bi držali do 20. stoletja je bila reorganizirana vojska; z ustvarjanjem podjetij so spodbujali trgovanje s kolonijami, npr. Filipini, in z uredbo o prosti trgovini iz leta 1778 se je liberaliziralo trgovanje z Ameriko. Izstopa tudi uredba o prosti trgovini z žiti iz leta 1765.
Med drugimi reformističnimi ukrepi je bila tudi ustanovitev Nacionalne banke v San Carlosu leta 1782 in konstrukcija drugih javnih prostorov kot npr. Canal Imperial de Aragón in plan kraljevih radialnih poti med Madridom, Valencio, Andaluzijo, Katalonijo in Galicijo.
Naredil je tudi ambiciozen industrijski plan v katerem so izstopale industrije lukzusnih dobrin: tovarna porcelana Buen Retiro, kraljeva tovarna stekla in kristala La Granja ter tovarna srebra Martínez.
Campomanes je v svojem diskursu o spodbujanju popularne industrije razpravljal o tem kako izboljšati ekonomijo v ruralnih conah in omogočiti samozadostnost v le-teh. Ekonomska družba prijateljev države se je zadolžila za industrijo in njeno teorijo v tistem času.
Ustanovil je javne bolnišnice, službe za javno osvetlitev in zbiranje smeti, zavzel se je za tlakovanje tal in ustvaritev kanalizacijskega omrežja. V Madridu je načrtoval ambiciozno širitev, z velikimi potmi in spomeniki, kot so Cibeleski vodnjak, Neptun, Puerta de Alkala, vodnjak Artičoke, gradnja botaničnega vrta (prehod v Paseo del Prado, nekdanji Migas Calientes), bolnišnica San Carlos (zdaj muzej Reina Sofía) in stavba muzeja Prado (prvotno namenjena Prirodoslovnemu muzeju).

### Družba

#### Plemstvo
Zmanjšalo se je po številu zaradi izginotja številnih bogatašev, ki so odšli po kraljevih ukrepih namenjenih omejevanju prav teh. Plemstvo je predstavljalo 4 % celotne populacije. Njihova ekonomska moč se je krepila zaradi porok med visokimi plemiškimi družinami, ki do kopičile družinska bogastva.
Z odločbo it leta 1783 je kralj odobril in potrdil fizično delo, a hkrati favoriziral plemstvo. Od tega trenutka dalje je plemstvo lahko delalo, kar je bila velika sprememba, saj jim to prej ni bilo dovoljeno – živeli so lahko le od svojega podedovanega bogastva. Plemiški naslovi so se povečali s koncesijami Filipa V. in Karla III. Ustanovljen je bil vojaški red Karla III., kraljeve orožarne in kraljevo telo plemstva v Madridu. Po drugi strani pa je bilo postavljeno veliko omejitev kar se tiče primogeniture in oblasti plemičev, čeprav nikoli nista izginila v času Karla III.

#### Duhovščina
Cerkev je imela veliko bogastvo. Predstavljala je 2% prebivalstva, a kljub temu je posedovala kar sedmino obdelovalnih površin Kastilije in desetino prihodka vseh ovc. K nepremičninam je bilo dodano tudi zbiranje desetin od katerih je bila odšteta tretjina namenjena kralju in ostali prihodki raznih najemnin. Najbogatejša škofija je bila Toledo, z letnim dohodkom v višini 3.500.000 realov. Karel III. je pomagal razdeliti bogastvo med pomoči potrebne v državi in ukinil nekatere zakone, ki so omogočali Cerkvi zatirati pravice ljudstva.

#### Ostalo prebivalstvo
Bila je najštevilčnejša skupina prebivalstva. V njo so spadali kmetje, ki so bili dokaj ekonomsko stabilni. Dnevni delavci so živeli v miseriji. Po podatkih katastra Ensenade so obrtniki predstavljali 15% plačanega prebivalstva in imeli so boljše plače kot kmetje. V tistem času se je začela plašno pojavljati buržoazija. Poistovetila se je z reformističnimi predlogi in razsvetljenskimi ideali tistega časa. Bila je najbolj pomembna v Cádizu, zaradi povezave z ameriško trgovino, Barceloni in Madridu.

#### Umetnost
Karel III. je kot kralj spodbujal umetnost in obrt z ustanovitvijo številnih manufaktur: kot kralj Neaplja je ustanovil Kraljevi laboratorij trdih kamnov v Neaplju (1737), Kraljevo tovarno tapiserij v Neaplju (1737), Kraljevo tovarno porcelana Capodimonte (1743) in tovarno stenskih ploščic v Caserti (1753). Kasneje, kot španski kralj, je ustanovil Kraljevi laboratorij za mozaike in trde kamne Buen Retiro (1759), tovarno porcelana Buen Retiro (1759), tovarno srebra Martínez (1778) in Kraljevo urarno (1788).

#### Romi
Po velikem polomu generalnega zaprtja Romov leta 1749 so bili v zelo problematični situaciji, katero so poskušali razrešiti z vrsto legislativnih iniciativ od leta 1763 naprej. Stvar je bila dokončno razrešena 19. septembra leta 1783, ko so uvedli zakon, asimilacijske in utilitaristične narave, ki pravi da se Romi ne smatrajo za inferiorno raso; prepove se uporaba izrazov cigan ali novi Kastilijec, ki so žaljivi; dodeljena jim je svoboda bivanja (razen na dvoru in kraljevih posestih, za zdaj); in dovoljeni so jim različni načini preživljanja, med drugim so sprejeti v cehe, toda prepovedano jim je imeti v lasti gostilno ali striči konje, kar pa je ključnega pomena za Rome; prepovedano jim je oblačenje v tradicionalna oblačila in govorjenje v romskem jeziku (značilen jezik Calo); primorani so opustiti nomadstvo in se ustaliti na enem mestu. Neposlušni so dobili stroge kazni.
V primeru da posameznik ni upošteval zakonov bivanja, jezika, dela, oblačenja itd. je bil ob aretaciji ožigosan na hrbtu (namesto drugih prej omenjenih kazni kot je smrt ali odrezanja ušesa). Če je nekdo bil aretiran že drugič je bil obsojen na smrt, razen če je bil posameznik star manj kot šestnajst – mladoletnike so ločili od družin in jih predali okrajnem svetu dobrodelnosti, ki jih je izobrazil.  

## Kasnejše upodobitve
Kraljeva smrt leta 1788 je pomenila konec razsvetljenega reformizma v Španiji. Leto kasneje je izbruhnila francoska revolucija, kar je povzročilo strah in grozo, zato je bil Karlov naslednik Karel IV. veliko bolj konservativen. Francoska invazija je državo zvlekla v cikel revolucij in reakcij, ki je zaznamoval sledeče stoletje, brez možnosti nadaljevanja mirnega reformizma, ki ga je razvil Karel III.
Med najbolj trajnimi vidiki njegove zapuščine izstopa napredek poenotenja Španije kot naroda. Kralj je Španiji prispeval nekaj simbolov identitete (ki so kasneje postali španska himna in zastava) ter si je prizadeval za modernizacijo Madrida (z izgradnjo raznih poti, uveljavitvijo sanitarnih del in javne razsvetljave), ki je postal vreden besede prestolnica. Obdaril ga je s spomeniki in pomembnimi stavbami - iz njegove dobe izstopajo: Puerta de Alkala, muzej Prado (prvotno zasnovan kot prirodoslovni muzej), bolnišnica San Carlos ter izgradnja novega botaničnega vrta. Prav tako so bile v njegovem času izgrajene mnoge administrativne stavbe. Povečanje prometa in notranje komunikacije (z organizacijo pošte kot javne službe in izgradnjo radialnega cestnega omrežja, ki pokriva celotno špansko ozemlje, s središčem v prestolnici) je bil brez dvoma še en politični dejavnik, ki je povezal različne si španske regije. To so le nekateri od razlogov, zakaj je bil Karel III., znan kot "najboljši župan Madrida".

## Zakon in otroci
Leta 1737 se je poročil z Marijo Amalijo Saško (1724-1760), hčerko Federica Avgusta II. Skupaj sta imela trinajst otrok, le sedem jih je doseglo odraslost:
- Marija Izabela Antonia
- Marija Josefa Antonia
- Marija Izabela Ana
- Marija Josefa Carmela
- Marija Luisa
- Filip Antonio
- Karel IV., španski kralj
- Marija Teresa Antonia
- Ferdinand I, kralj Dveh Sicilij
- Gabriel
- Marija Ana
- Antonio Pascual
- Francisco Javier